# Massimo Galliano
Pour les articles homonymes, voir Galliano.
Massimo Galliano, né le 14 février 1974, est un coureur de fond italien. Il est champion d'Europe de course en montagne 2000.

## Biographie
Massimo se fait remarquer en 1992, lors du Trophée mondial de course en montagne à Suse. Il rate de peu le titre de champion du monde junior au terme d'une lutte serrée avec son compatriote Maurizio Gemetto. Passé en catégorie senior, il progresse lentement au Trophée mondial, terminant quinzième en 1996 à Telfes, douzième en 1998 à Entre-Deux et dixième en 2000 à Bergen mais en remportant à chaque fois l'or par équipes.
En 2000, il décide de changer d'entraîner et fait appel aux services de Beppe Viale. Cette nouvelle collaboration porte ses fruits au Trophée européen de course en montagne à Międzygórze où Massimo remporte le titre,.
Il se concentre ensuite sur les courses sur route, en particulier sur les distances du semi-marathon et du marathon. Il remporte notamment le semi-marathon de Caraglio en 2003 et 2004.
Le 17 septembre 2011, il remporte le titre de champion du monde Masters de course en montagne en catégorie M35 à Paluzza.
En 2017, il termine troisième du marathon de Ferrare en 2 h 33 min 6 s.

## Palmarès

### Course en montagne
| no  | masculin          | Course                                             | Longueur | Départ            | Temps           |
| --- | ----------------- | -------------------------------------------------- | -------- | ----------------- | --------------- |
| 1re | Médaille d'or     | Trophée européen de course en montagne             | 11,69 km | 2 juillet 2000    | 50 min 22 s     |
| 10e | 10e               | Trophée mondial de course en montagne              | 11,6 km  | 10 septembre 2000 | 51 min 25 s     |
| 2e  | Médaille d'argent | Grand Prix Montagne Olimpiche                      | 12,54 km | 22 juillet 2001   | 46 min 47 s     |
| 2e  | Médaille d'argent | Ascension du Monte Faudo                           | 24,9 km  | 15 juillet 2008   | 1 h 34 min 32 s |
| 2e  | Médaille d'argent | Ascension du Monte Faudo                           | 18,5 km  | 5 juin 2011       | 1 h 3 min 58 s  |
| 1re | Médaille d'or     | World Masters Mountain Running Championships - M35 | 10,98 km | 17 septembre 2011 | 47 min 52 s     |

### Route
| Année | Compétition                 | Lieu            | Place | Épreuve       | Temps           |
| ----- | --------------------------- | --------------- | ----- | ------------- | --------------- |
| 2001  | Semi-marathon de Marengo    | Alexandrie      | 2e    | Semi-marathon | 1 h 4 min 58 s  |
| 2002  | Valli e Pinete              | Ravenne         | 4e    | Semi-marathon | 1 h 5 min 21 s  |
| 2002  | Marathon de Rome            | Rome            | 12e   | Marathon      | 2 h 17 min 26 s |
| 2003  | Semi-marathon d'Alba        | Alba            | 5e    | Semi-marathon | 1 h 6 min 11 s  |
| 2003  | Semi-marathon de Caraglio   | Caraglio        | 1er   | Semi-marathon | 1 h 5 min 57 s  |
| 2003  | Marathon de Marengo         | Alexandrie      | 4e    | Marathon      | 2 h 21 min 30 s |
| 2004  | Semi-marathon de Caraglio   | Caraglio        | 1er   | Semi-marathon | 1 h 7 min 4 s   |
| 2008  | Marathon de San Remo        | Sanremo         | 5e    | Marathon      | 2 h 32 min 26 s |
| 2009  | Corripavia                  | Pavie           | 2e    | Semi-marathon | 1 h 7 min 8 s   |
| 2010  | Marathon de Reggio d'Émilie | Reggio d'Émilie | 8e    | Marathon      | 2 h 26 min 26 s |
| 2010  | Corripavia                  | Pavie           | 3e    | Semi-marathon | 1 h 8 min 11 s  |
| 2011  | Semi-marathon de Coni       | Coni            | 6e    | Semi-marathon | 1 h 8 min 8 s   |
| 2013  | Semi-marathon de Varenne    | Vigone          | 2e    | Semi-marathon | 1 h 9 min 44 s  |
| 2014  | Semi-marathon de Marchesato | Saluces         | 3e    | Semi-marathon | 1 h 10 min 36 s |
| 2016  | Semi-marathon de Marchesato | Saluces         | 3e    | Semi-marathon | 1 h 10 min 24 s |
| 2017  | Marathon de Ferrare         | Ferrare         | 3e    | Marathon      | 2 h 33 min 6 s  |

## Records
| Épreuve       | Performance     | Date       | Lieu              |
| ------------- | --------------- | ---------- | ----------------- |
| 3 000 mètres  | 8 min 27 s 42   | Coni       | 8 juin 2002       |
| 5 000 mètres  | 14 min 26 s 68  | Biella     | 22 septembre 2001 |
| 10 000 mètres | 29 min 42 s 2   | Chivasso   | 14 mai 2000       |
| 10 kilomètres | 29 min 42 s     | Recanati   | 14 juillet 2001   |
| Semi-marathon | 1 h 4 min 58 s  | Alexandrie | 21 octobre 2001   |
| Marathon      | 2 h 17 min 26 s | Rome       | 24 mars 2002      |